# Aderlan Silva
Aderlan da Lima Silva (Campina Grande, 18 agosto 1990) è un calciatore brasiliano, difensore del Sport Recife.

## Caratteristiche tecniche
È un terzino destro.

## Carriera
Il 15 maggio 2018 ha esordito in Série A disputando con l'América-MG l'incontro pareggiato 2-2 contro il Ceará.

## Palmarès

### Club

#### Competizioni nazionali
- Campeonato Brasileiro Série B: 2

Bragantino: 2019
Santos: 2024

#### Competizioni regionali
- Copa Verde: 1

Luverdense: 2017